# Xả súng tại sân bay Fort Lauderdale 2017
Một vụ xả súng hàng loạt đã xảy ra tại Sân bay quốc tế Fort Lauderdale–Hollywood ở Quận Broward, Florida, Hoa Kỳ, vào ngày 6 tháng 1 năm 2017. Vụ tấn công xảy ra vào khoảng lúc 12:55 EST (UTC-5) gần khu nhận hành lý tại Nhà ga 2. Năm người đã thiệt mạng cùng với sáu người khác bị thương do trúng đạn. Khoảng 36 người bị thương trong cơn hoảng loạn sau đó. Nghi phạm là Esteban Santiago-Ruiz đã bị tạm giữ sau khi đầu hàng các sĩ quan cảnh sát.

## Tấn công

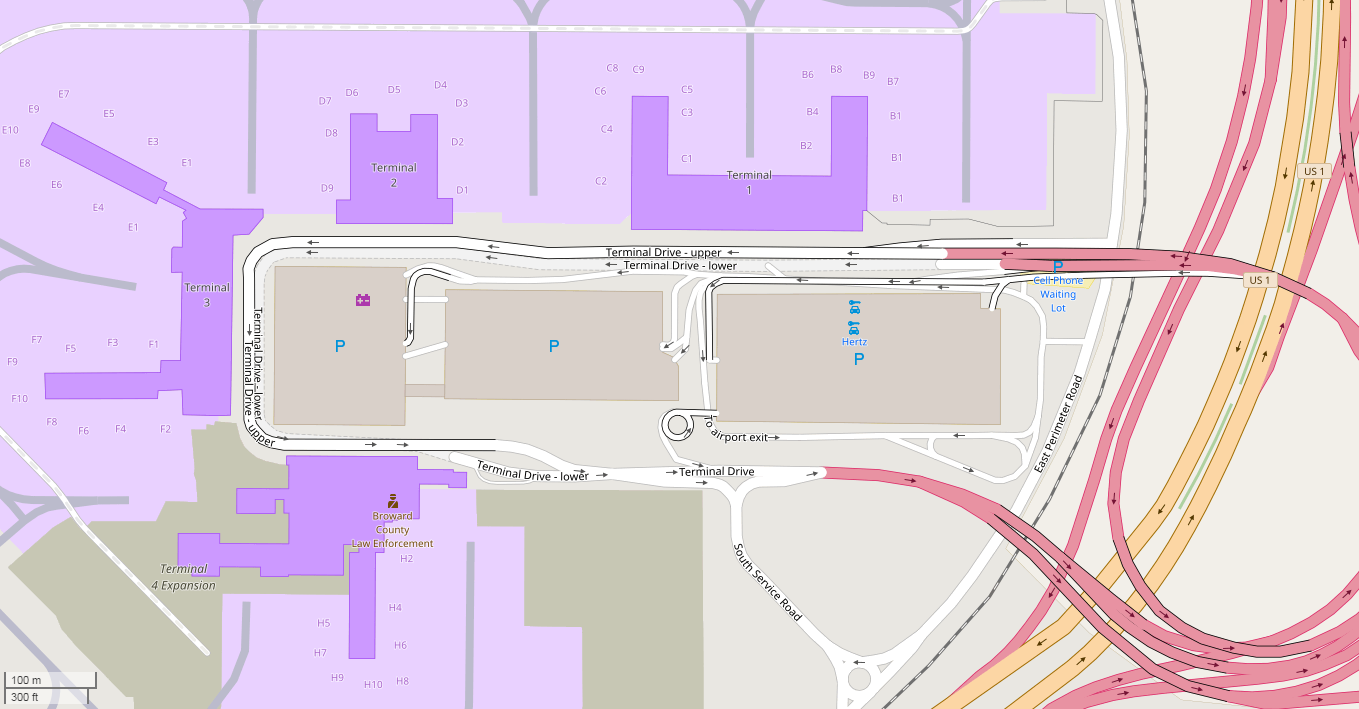
Vụ tấn công xảy ra gần khu nhận hành lý tại Nhà ga 2.

Tay súng đã nổ súng bằng một khẩu súng ngắn bán tự động 9 mm trong sân bay vào khoảng 12:55 trưa giờ miền Đông, tại khu nhận hành lý của Nhà ga số 2, là nhà ga của các hãng hàng không Delta Air Lines và Air Canada. Video cho thấy hành khách đã chạy khỏi sân bay và hàng trăm người đứng đợi trên đường băng trong khi lực lượng hành pháp tới hiện trường. Một phần của sự hoảng loạn là do "các báo cáo không có cơ sở về một vụ nổ súng khác"; báo động giả này đã gây ra hoảng loạn nhỏ tại các nhà ga khác. Cựu Người phát ngôn Nhà Trắng Ari Fleischer đăng dòng tweet từ sân bay: "Đã có nổ súng. Mọi người đang chạy."
Vụ nổ súng kéo dài trong khoảng 70 tới 80 giây. Nghi phạm đã nằm xuống sàn sau khi ngừng nổ súng vì hết đạn. Cảnh sát trưởng Quận Broward là Scott Israel nói rằng lực lượng thực thi pháp luật đã không phải dùng súng bắn và tay súng đã bị bắt mà không có sự cố nào. NBC News ban đầu báo cáo rằng tay súng đã dùng một khẩu súng lục Glock, nhưng các báo cáo sau đó và các tài liệu từ tòa án xác định khẩu súng là một mẫu từ Walther.
Văn phòng Cảnh sát trưởng Quận Broward báo cáo rằng đã có năm người thiệt mạng. Ban đầu, tám người được báo cáo là đã bị thương, nhưng cảnh sát trưởng sau đó làm rõ lại vào ngày 7 tháng 1 rằng số người bị thương do nổ súng thực chất chỉ có sáu người, trong đó ba người ba người được đưa vào đơn vị chăm sóc đặc biệt (ICU). Ông nói rằng ngoài tám người bị thương vì bị bắn, khoảng 30 tới 40 người khác đã "bị thương trong cơn hoảng loạn" trong sự kiện này.
Một du khách 37 tuổi từ Atlanta, Georgia, phát hiện ra một chiếc máy tính Apple MacBook Pro bằng nhôm đã giúp chặn một viên đạn 9mm bắn từ tay súng khỏi trúng vào người mình.

### Nạn nhân
Trong những người thiệt mạng, có bốn người, tuổi từ 57 tới 84, đang dự định đi qua Fort Lauderdale để bắt đầu chuyến đi nghỉ cùng gia đình.

## Hậu quả
Cục Hàng không Liên bang đã ra lệnh dừng tất cả hoạt động không lưu tại sân bay và đóng cửa sân bay, ngoại trừ với các chuyến bay khẩn cấp. Cảng Everglades, với các nhân viên của Hội Chữ thập đỏ Mỹ, đã hỗ trợ đồ ăn, chỗ ở và các phương tiện di chuyển cho khoảng 10.000 hành khách được chuyển tới đây. Sân bay tiếp tục đóng cửa cho tới hết ngày hôm đó, và đã mở cửa trở lại cho các chuyến bay thương mại vào ngày hôm sau. Sau vụ xả súng, hơn 20.000 hành lý đã bị để lại sân bay giữa lúc hỗn loạn.
Tổng thống Barack Obama đã được thông báo về vụ xả súng bởi Trợ lý Tổng thống về An ninh nội địa và Chống khủng bố Lisa Monaco. Tổng thống đắc cử Donald Trump đăng dòng tweet rằng ông đang giám sát tình hình và ông đã nói chuyện với Thống đốc Florida Rick Scott về vụ xả súng. Tổng thống Obama sau đó đã an ủi các nạn nhân và thông báo ông đã yêu cầu nhân viên của mình liên lạc với Thị trưởng Jack Seiler để chắc chắn các nỗ lực đã được phối hợp giữa chính quyền bang và chính quyền địa phương. Thống đốc Scott ra lệnh treo cờ rủ với cờ Hoa Kỳ và cờ Florida trên khắp bang vào ngày 7 và 8 tháng 1 để tưởng nhớ các nạn nhân.

## Nghi phạm
Esteban Santiago-Ruiz (sinh ngày 16 tháng 3 năm 1990), một cư dân 26 tuổi tại Alaska và là một cựu chiến binh quân đội, đã bị bắt ngay sau vụ xả súng. Vì vụ tấn công diễn ra tại một sân bay, vụ bắt giữ được diễn ra dưới quyền tài phán hình sự liên bang. Santiago-Ruiz đã được đưa vào trại giam liên bang sau vụ việc.
Santiago bay từ Sân bay quốc tế Ted Stevens Anchorage tại Anchorage trên một chuyến bay của hãng Delta, kết nối qua Sân bay quốc tế Minneapolis−Saint Paul. Các nhà điều tra nói anh ta đã kiểm tra một khẩu súng ngắn 9mm đã được khai báo trong hành lý của mình trước khi nhận nói tại Fort Lauderdale và nạp đạn trong nhà vệ sinh của sân bay trước vụ tấn công. Theo lực lượng thực thi pháp luật, anh ta đã mua một khẩu Glock 9mm và súng ngắn cỡ.40 trong quá khứ, nhưng hiện vẫn chưa rõ liệu chúng có phải vũ khí đã dùng trong vụ tấn công hay không. Santiago được báo cáo đang mang thẻ căn cước quân đội vào thời điểm vụ xả súng.
Santiago được báo cáo là sinh tại New Jersey vào năm 1990 và đã chuyển tới Puerto Rico hai năm sau. Anh ta hầu như sống tại Peñuelas, Puerto Rico, và đã học trung học tại đó. Anh gia nhập Vệ binh Puerto Rico vào ngày 14 tháng 12 năm 2007, và phục vụ trong cuộc Chiến tranh Iraq từ ngày 23 tháng 4 năm 2010 tới ngày 19 tháng 2 năm 2011 với vai trò là một công binh. Anh ta sau đó phục vụ trong Vệ binh Quân đội Alaska từ ngày 21 tháng 11 năm 2014, tới khi nhận lệnh xuất ngũ vào tháng 8 năm 2016 do "hiệu quả không đạt yêu cầu." Anh từng là một binh nhì hạng nhất và đã nhận mười giải thưởng trong thời gian ở quân đội. Theo gia đình của anh, anh đã mắc bệnh tâm thần sau chuyến đi tới Iraq và đã phải điều trị tâm lý gần đây cùng với một số vụ việc khác. Các giới chức liên bang đã xác nhận anh ta đang trong quá trình điều trị các vấn đề về sức khỏe tâm thần.
Vào tháng 1 năm 2016, Santiago đã bị bắt giữ và bị cáo buộc tội hành hung trong một vụ việc có liên quan tới bạn gái của anh tại Anchorage, Alaska. Anh bị cáo buộc mắng chửi cô ấy, phá cửa, và bóp cổ cô. Vụ việc đã bị hoãn truy tố.
Santiago đã từng tới văn phòng đại diện của FBI tại Anchorage vào tháng 11 năm 2016 và được báo cáo là đã nghe thấy những giọng nói trong đầu mình bảo anh thực hiện hành vi bạo lực. Anh ta cũng nói rằng anh đã tự kiểm soát được và không định làm ai bị thương. Anh ta cũng khằng định rằng chính phủ Mỹ đang điều khiển tâm trí anh, khiến anh xem các video của Nhà nước Hồi giáo Iraq và Levant và cũng nói thêm rằng CIA đang bắt anh phải tham gia tổ chức này. Các nhà chức trách đã hối thúc anh điều trị tâm lý và thông báo cho cảnh sát địa phương kiểm tra và đánh giá sức khỏe tâm lý của anh. Anh ta sau đó được điều tra bởi FBI, và họ đã không phát hiện ra bất cứ liên kết nào tới khủng bố hay bất cứ hành vi vi phạm pháp luật nào trong vụ việc. Cảnh sát Alaska đã tịch thu khẩu súng lục của anh sau vụ việc, nhưng đã trả lại vào tháng 12 vì anh ta không thực hiện hành vi tội ác nào và cũng không bị xét xử vì có bệnh về tâm thần.

## Quá trình điều tra
Santiago đã được xác định là tay súng duy nhất bởi nhiều cơ quan luật pháp và là nghi can duy nhất. FBI thông báo rằng anh ta có vẻ đã tới thành phố này nhằm thực hiện vụ xả súng. Nhưng cũng theo họ, các nhà điều tra không tìm thấy bất cứ lý do cụ thể nào về việc tại sao anh ta lại chọn sân bay này và cũng chưa xác định động cơ của cuộc tấn công. Các giới chức bang và địa phương công bố rằng Santiago đã nổ súng bằng một khẩu súng lục bán tự động 9mm tại khu nhận hành lý của Nhà ga 2.
Nhà trọ Qupqugiaq, một nhà trọ tại trung tâm Anchorage, đã được sơ tán vào ngày xảy ra vụ xả súng để phục vụ cho công tác điều tra nghi phạm. Các nhà chức trách chưa nêu rõ anh ta có liên quan gì tới nhà trọ này.
Santiago đã được thẩm vấn bởi cả FBI và Văn phòng Cảnh sát trưởng Quận Broward; các nhà điều tra nói anh ta đã hợp tác nhưng không cung cấp thêm chi tiết nào nữa. Họ đã tiến hành phỏng vấn với 175 nhân chứng và những người biết Santiago. Theo giới chức chính phủ, Santiago không có chuyến đi nước ngoài nào đáng lưu ý, hay anh ta cũng không trong tầm ngắm về khủng bố. Tuy nhiên, họ cũng không loại trừ khả năng đây có thể là hành vi mang động cơ khủng bố, khi mà cảnh sát vẫn đang điều tra xem liệu anh ta là một tên khủng bố trong nước hay chỉ có vấn đề về tâm lý. Các giới chức liên bang sau đó đã lập hồ sơ cáo buộc anh bao gồm thực hiện hành vi bạo lực tại một sân bay quốc tế, sử dụng và mang súng trong lúc và có liên quan tới hành vi bạo lực và gây thương vong qua việc sử dụng súng. Họ công bố sẽ dự định tuyên án tử hình đối với anh. Theo tài liệu của tòa án và một lời khai liên bang, Santiago đã thừa nhận lập kế hoạch cho vụ tấn công, mua vé một chiều tới sân bay và kiểm tra một chiếc hộp với một khẩu súng lục Walther 9 mm bán tự động và hai băng đạn mà anh ta đã dùng trong vụ xả súng. Theo hồ sơ của tòa án, anh ta cũng khai nhận rằng đã nạp khẩu súng lục Walther trong một nhà vệ sinh tại sân bay và "đã bắn người đầu tiên mà mình gặp" ngay sau khi ra ngoài.